# Ignatz-Bubis-Prijs
Met de Ignatz-Bubis-Prijs voor Verstandhouding (Duits: Ignatz-Bubis-Preis für Verständigung) wil de stad Frankfurt am Main het levenswerk en de persoonlijkheid van Ignatz Bubis eren. Met de instelling van deze prijs wil het stadsbestuur bovendien haar verplichting uitdrukken om op te komen voor de waarden die Ignatz Bubis vertegenwoordigde.
De Ignatz-Bubis-Prijs voor Verstandhouding wordt driejaarlijks, op de verjaardag van de naamdrager (12 januari) toegekend aan een persoon of organisatie wiens openbaar optreden op bijzonder wijze de waarden van Ignatz Bubis weerspiegelt.
De eerste uitreiking vond op 16 januari 2001 plaats in de St. Paulskerk van Frankfurt. Ontvanger was Wolfgang Thierse, voorzitter van de Duitse Bondsdag.
De lofrede werd gehouden door bisschop Karl Lehmann, voorzitter van de Duitse bisschoppenconferentie. 
De Ignatz-Bubis-Prijs wordt uitgereikt onder vorm van een kunstvolle oorkonde, en is gedoteerd met 50.000 euro.

## Prijswinnaars
- 2001: - Wolfgang Thierse, Voorzitter van de Duitse Bondsdag.
- 2004: - Prof. Dr. Franz Kamphaus, Bisschop von Limburg an der Lahn
- 2007: - Dr. Walter Wallmann, voormalig premier van Hessen
- 2010: - Trude Simonsohn, maatschappelijk werkster
- 2013: - Fritz Bauer Institut, een studie- en documentatiecentrum voor de geschiedenis en doorwerking van de holocaust.
- 2016: - Frank-Walter Steinmeier, minister van Buitenlandse Zaken